# Toxorhamphus
A Toxorhamphus  a madarak osztályának verébalakúak (Passeriformes) rendjébe és a bogyókapófélék (Melanocharitidae) családjába tartozó nem.

## Rendszerezésük
A nemet Erwin Stresemann német ornitológus írta le 1914-ben, az alábbi 2 faj tartozik ide:
- sárgahasú bogyókapó (Toxorhamphus novaeguineae)
- hosszúcsőrű bogyókapó (Toxorhamphus poliopterus)

## Előfordulásuk
Új-Guinea szigetén, Indonézia és Pápua Új-Guinea területén honosak. Természetes élőhelyei a szubtrópusi és trópusi esőerdők, valamint másodlagos erdők és vidéki kertek.

## Megjelenésük
Testhosszuk 12 centiméter körüli.